# داندی (مینه‌سوتا)
داندی، مینه‌سوتا (به انگلیسی: Dundee, Minnesota) یک شهر در ایالات متحده آمریکا است که در مینه‌سوتا واقع شده‌است.

## خصوصیات
داندی ۰٫۸۰ کیلومترمربع مساحت و ۶۸ نفر جمعیت دارد و ۴۴۲ متر بالاتر از سطح دریا واقع شده‌است.